# Strategic Arms Reduction Treaty (I)

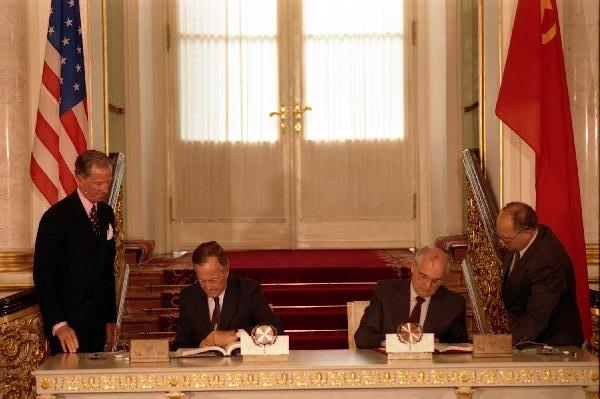
Prezydent Stanów Zjednoczonych George H. W. Bush i przywódca ZSRR, Sekretarz Generalny KC KPZR, prezydent ZSRR Michaił Gorbaczow podczas podpisania traktatu START I w 1991 roku

Strategic Arms Reduction Treaty (START I) – pierwszy z „traktatów o redukcji zbrojeń strategicznych”, stanowiących część serii START, zawarty między Stanami Zjednoczonymi a Związkiem Radzieckim. Był pierwszą amerykańsko-radziecką umową międzynarodową dotyczącą redukcji strategicznej broni jądrowej. Został podpisany w Moskwie 31 lipca 1991 roku – na kilka miesięcy przed rozpadem Związku Radzieckiego – przez prezydenta USA George’a H. W. Busha i przywódcę ZSRR, Sekretarza Generalnego KC KPZR, prezydenta ZSRR Michaiła Gorbaczowa. 
Po rozpadzie Związku Radzieckiego w grudniu 1991 roku pozostały cztery niepodległe państwa posiadające strategiczną broń jądrową: Rosja, Białoruś, Ukraina i Kazachstan. Sytuacja ta spowodowała opóźnienie wejścia w życie traktatu START I. 23 maja 1992 roku Stany Zjednoczone i cztery postradzieckie państwa dysponujące zdolnością nuklearną podpisały protokół lizboński, który uczynił wszystkie te kraje stronami traktatu. START I wszedł w życie 5 grudnia 1994 roku, kiedy pięć stron traktatu wymieniło dokumenty ratyfikacyjne w Budapeszcie. Obowiązywał do 5 grudnia 2009 roku, gdy nastąpiło jego wygaśnięcie.

## Postanowienia traktatu
START I zobowiązał Stany Zjednoczone oraz Związek Radziecki do redukcji liczby strategicznych wyrzutni do 1600 sztuk. Wyrzutnie te mogły dysponować nie więcej niż 6000 głowic u każdej ze stron. W związku jednak z faktem, iż traktat wprowadzał skomplikowany sposób obliczania liczby głowic, ich rzeczywista liczba mogła być większa, niż limit narzucony traktatem. START I wprowadził jednak również dodatkowe limity w konkretnych rodzajach broni. Łączna liczba pocisków balistycznych na lądzie oraz bazujących w morzu, nie mogła u żadnej ze stron przekroczyć 4900 sztuk. Traktat ograniczył również liczbę głowic przenoszonych przez lądowe systemu mobilne do 1100 sztuk. Liczba ‘pocisków ciężkich’ została zredukowana o połowę, zaś zsumowany throw-weight wszystkich pocisków nie mógł przekroczyć 3600 ton metrycznych. Traktat nie wprowadził restrykcji dotyczących pocisków manewrujących odpalanych z morza (Sea-launched Cruise Missile – SLCM).

## Sposób dokonywania obliczeń
Zgodnie z wprowadzonymi przez traktat zasadami obliczeń, każdy pocisk traktowany był jako rozmieszczony z maksymalna liczbą głowic jaką zdolny był przenieść. Zasady obliczania liczby głowic rozmieszczonych w strategicznych samolotach bombowych były bardziej skomplikowane. Samoloty wyposażone w bomby grawitacyjne traktowane były jako przenoszące jedna głowicę, niezależnie od faktycznej liczby przenoszonych przez nie bomb. Zasady obliczania pocisków manewrujących (Air-launched Cruise Missile – ALCM) zostały ustalone odmiennie dla USA i ZSRR.:
- Stany Zjednoczone: w limicie 150 samolotów przenoszących ALCM, każda maszyna uznawana była za przenoszącą 10 pocisków. Pozostałe samoloty, uznawane były za przenoszące maksymalną liczbę pocisków, jaka były faktycznie zdolne przenieść.
- Związek Radziecki: w limicie 180 maszyn zdolnych do przenoszenia ALCM, wszystkie uznawane były za zdolne do przenoszenia 8 głowic.

Traktat zabraniał jednocześnie rozmieszczania więcej niż 20 pocisków w samolotach amerykańskich oraz 16 w samolotach radzieckich.
Traktat wprowadzał też ograniczenia w swobodzie zmniejszania liczby głowic przypisanych do poszczególnych pocisków, umożliwiając ich zmniejszenie jedynie w dwóch istniejących w momencie podpisania traktatu typach pocisków, całkowita natomiast liczba wyprowadzonych głowic nie mogła przekroczyć 500 sztuk. Stany Zjednoczone otrzymały ponadto możliwość redukcji liczby głowic w pociskach Minuteman III, nie mogły jednak skorzystać z niej przed upływem 7 lat od zawarcia traktatu, w trakcie których musiały dokonać innych redukcji określonych traktatem. W celu zmniejszenia ryzyka powrotu wyprowadzonych z użytku głowic do ich nośników, łączna liczba wyprowadzonych głowic nie mogła przekroczyć 1250 sztuk po każdej ze stron, zaś liczba wyprowadzonych z pocisków wszelkiego typu nie mogła przekroczyć czterech sztuk z jednego pocisku. Dodatkowo, jeśli liczba głowic wyprowadzanych z pocisku przekraczała dwa, sam pocisk musiał zostać zniszczony.
Traktat kładł szczególny nacisk na lądowe mobilne systemy ICBM. Razem z ograniczeniem liczby ich głowic, START wpłynął także na możliwości patroli tych systemów. Wprowadził także ścisłe procedury dotyczące likwidacji bazujących w silosach systemów ICBM. O ile likwidacja ICBM bazującego w silosie oraz systemu SLBM uznawana była za zakończoną po likwidacji jego wyrzutni, o tyle likwidacja mobilnego systemu ICBM wymagała likwidacji zarówno wyrzutni, jak i pocisku.